# O.D.T.
O.D.T., sous-titré Escape... Or Die Trying aux États-Unis, est un jeu vidéo d'action-aventure édité par Psygnosis en 1998 sur PlayStation et Windows.

## Accueil
- Jeuxvideo.com : 16/20 (PC)[2] - 15/20 (PS)[3]